# Montjoyer
Montjoyer ist eine französische Gemeinde mit 277 Einwohnern (Stand 1. Januar 2022) im Département Drôme in der Region Auvergne-Rhône-Alpes; sie gehört zum Arrondissement Nyons und zum Kanton Grignan.

## Geschichte
Montjoyer war im 12. Jahrhundert eine Grangie der Zisterzienser-Abtei Aiguebelle, die heute zur Gemeinde gehört. Als Gemeinde wird es erstmals im 15. Jahrhundert erwähnt. Im 13. Jahrhundert gehörte Montjoyer dem Grafen von Provence, später dem König von Frankreich. 1759 tauschte Ludwig XV. Montjoyer gegen Land, das an den Park des Schlosses Versailles grenzte.

## Bevölkerungsentwicklung
| Jahr                       | 1962 | 1968 | 1975 | 1982 | 1990 | 1999 | 2009 | 2016 |
| Einwohner                  | 173  | 179  | 159  | 176  | 198  | 222  | 272  | 279  |
| Quellen: Cassini und INSEE |      |      |      |      |      |      |      |      |

## Sehenswürdigkeiten
- Kloster Aiguebelle
- Turmruine Montlucet

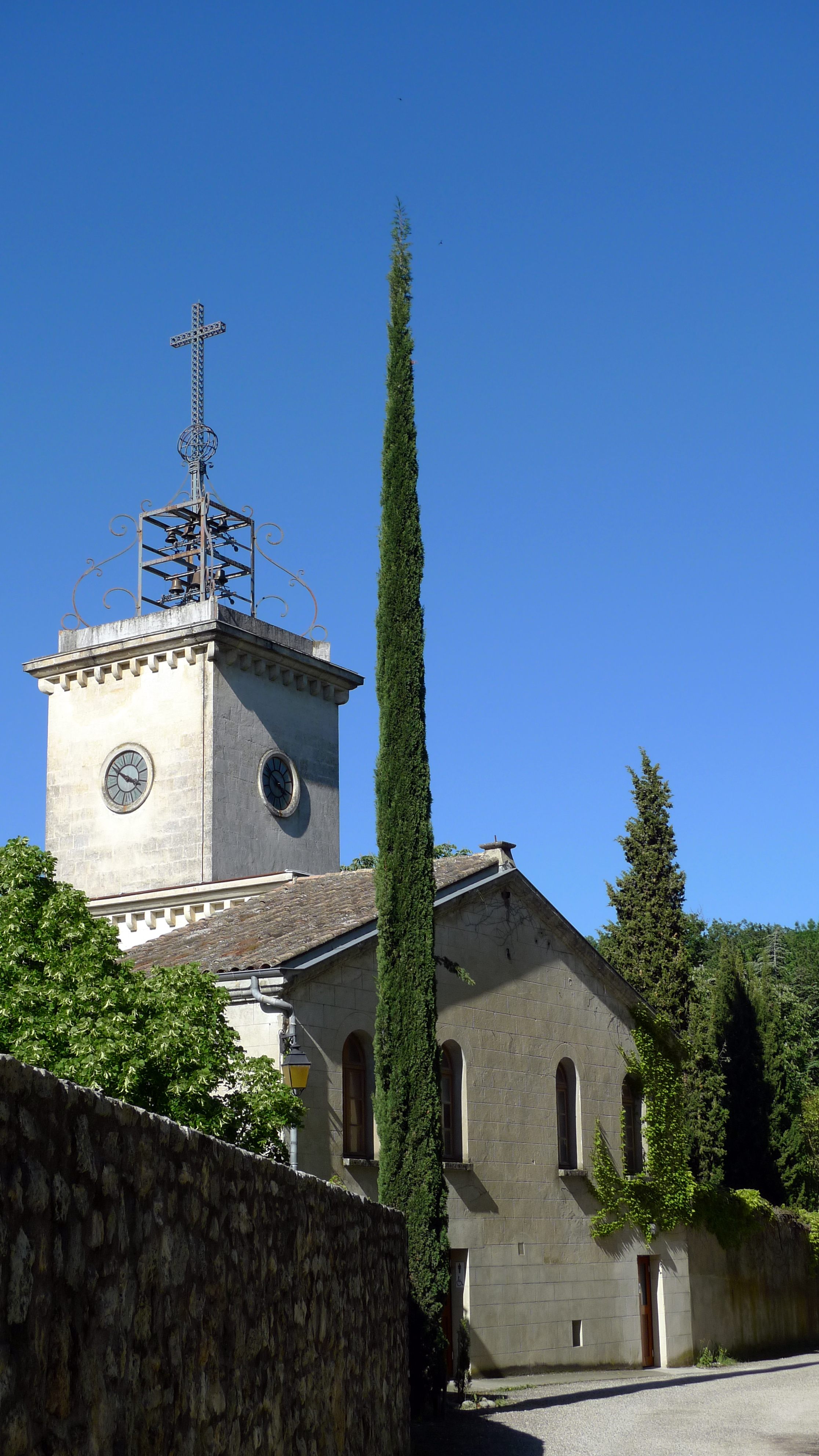
Klosterkirche Notre-Dame d’Aiguebelle

- Reste der Zisterzienser-Grange und der Ortsbefestigung aus dem 12. und 13. Jahrhundert
- La Calmette, festes Haus am Fuß der Tour de Montlucet (Ende 15. Jahrhundert)